# هات اسپرینگز (ویرجینیا)
هات اسپرینگز (به انگلیسی: Hot Springs) یک منطقهٔ مسکونی در ایالات متحده آمریکا است که در شهرستان بث، ویرجینیا واقع شده‌است. هات اسپرینگز ۷۳۸ نفر جمعیت دارد.